# 西安城墙
34°15′12″N 108°56′32″E / 34.2534°N 108.9423°E
西安城墙是位于陕西省西安市城区的城墙。西安城墙自明朝初年在唐长安城皇城的基础上建造起来，后来又经过多次修补，形成严密的防御体系，是中国现存最完整的古城墙之一，与山西平遥城墙、湖北荆州城墙、辽宁兴城城墙等并列为中国现存最完好的四座古城墙，也是规模最大的古城墙之一（最大为南京城墙），周长13.74公里，城墙周围有护城河环绕，是中世纪后期最著名的城垣建筑之一。
1961年，西安城墙被中华人民共和国国务院公布为第一批全国重点文物保护单位之一。

## 历史

### 唐代

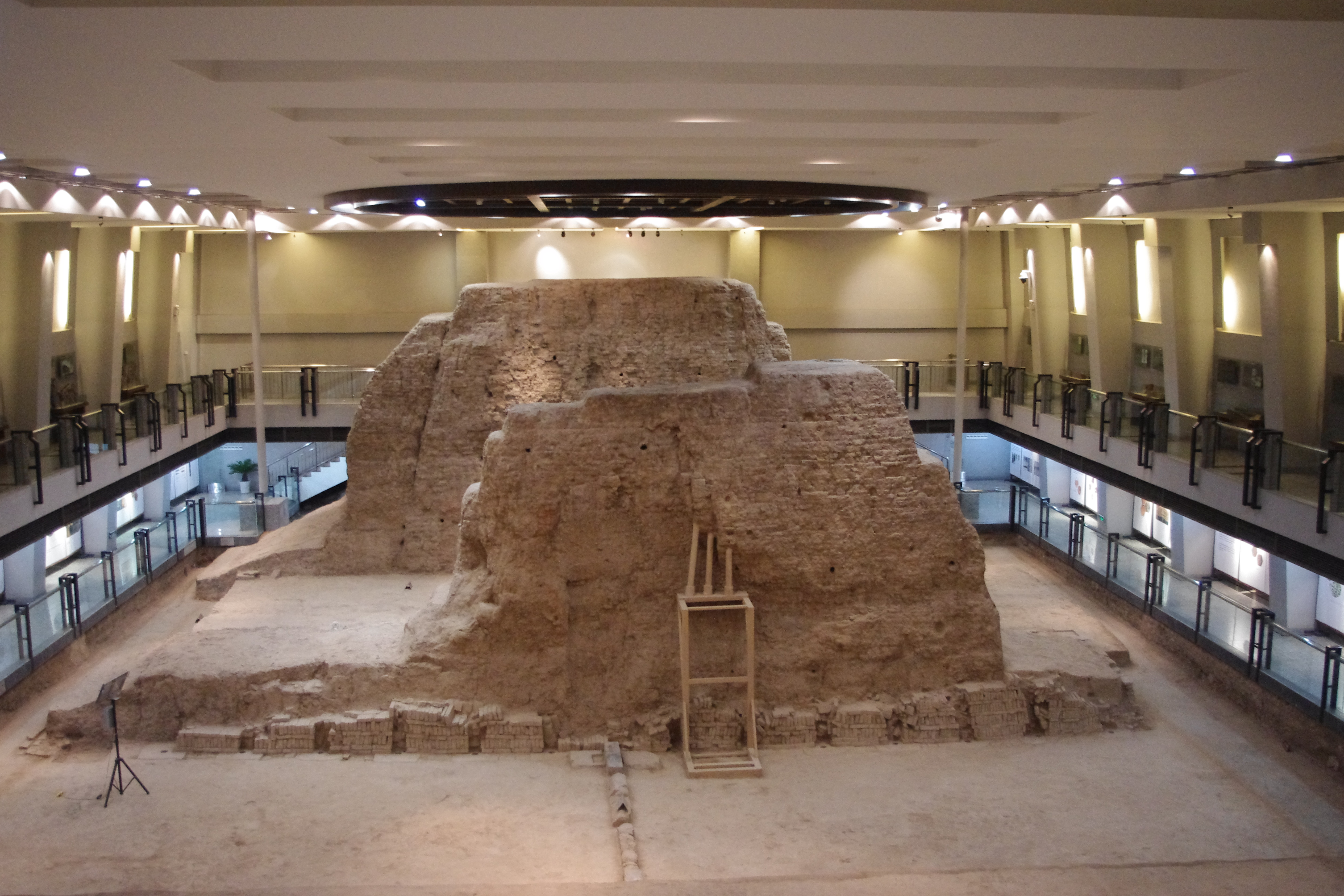
唐含光门遗址

今天西安城垣修筑始于明初，西、南两面以唐长安皇城城墙为基础修建。唐末，904年，佑国军节度使韩建对长安城进行改建。为便于防守，放弃外城郭与宫城，将皇城加以整修。

### 宋元
唐代以后，宋元两朝中城市的名称城和建制经历数次变更，但城墙规模却无变化。

### 明代

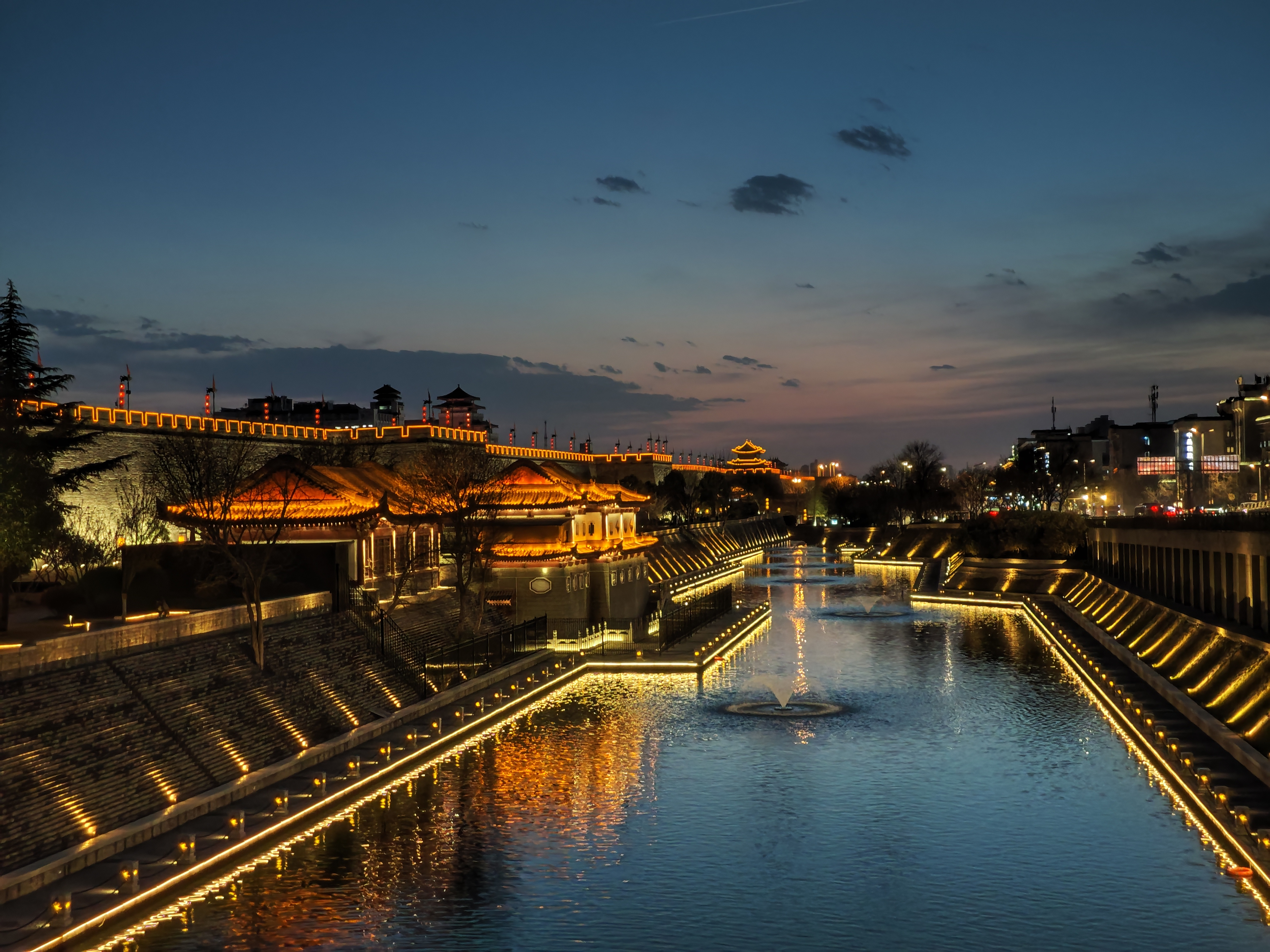
西安城墙夜景

早在明诉他应该“高筑墙，广积粮，缓称王”。朱元璋采纳了这些建议。当全国统一后，他便命令各府县普遍筑城。明朝初年，朱元璋认为“天下山川，惟秦中号为险固”，因此将次子朱樉封为秦王，就藩西安府。并诏令西安府长兴侯耿炳文和都指挥朴英修整西安城，洪武七年（1374年）起，开始兴建西安城墙。
城墙最底一层用石灰、土与糯米汁混合夯打而成，上层使用黄土分层夯打。城墙修建时，西、南两面在原唐长安城皇城的基础上增修加长而成，东墙和北墙进行了新建。整个建设历时八年，到洪武十一年（1378年）基本完工。
此后隆庆二年（1568年），陕西巡抚张祉在城墙外壁和顶部筑垒青砖以改变黄土结构。明末崇祯九年（1636年），陕西巡抚孙传庭为防备李自成进攻，修建了四门的“瓮城”。崇祯十六年（1643年），李自成攻克西安，从长乐门进入西安，后将长乐门焚毁。次年（1644年）在此称帝，国号大顺。

### 清代

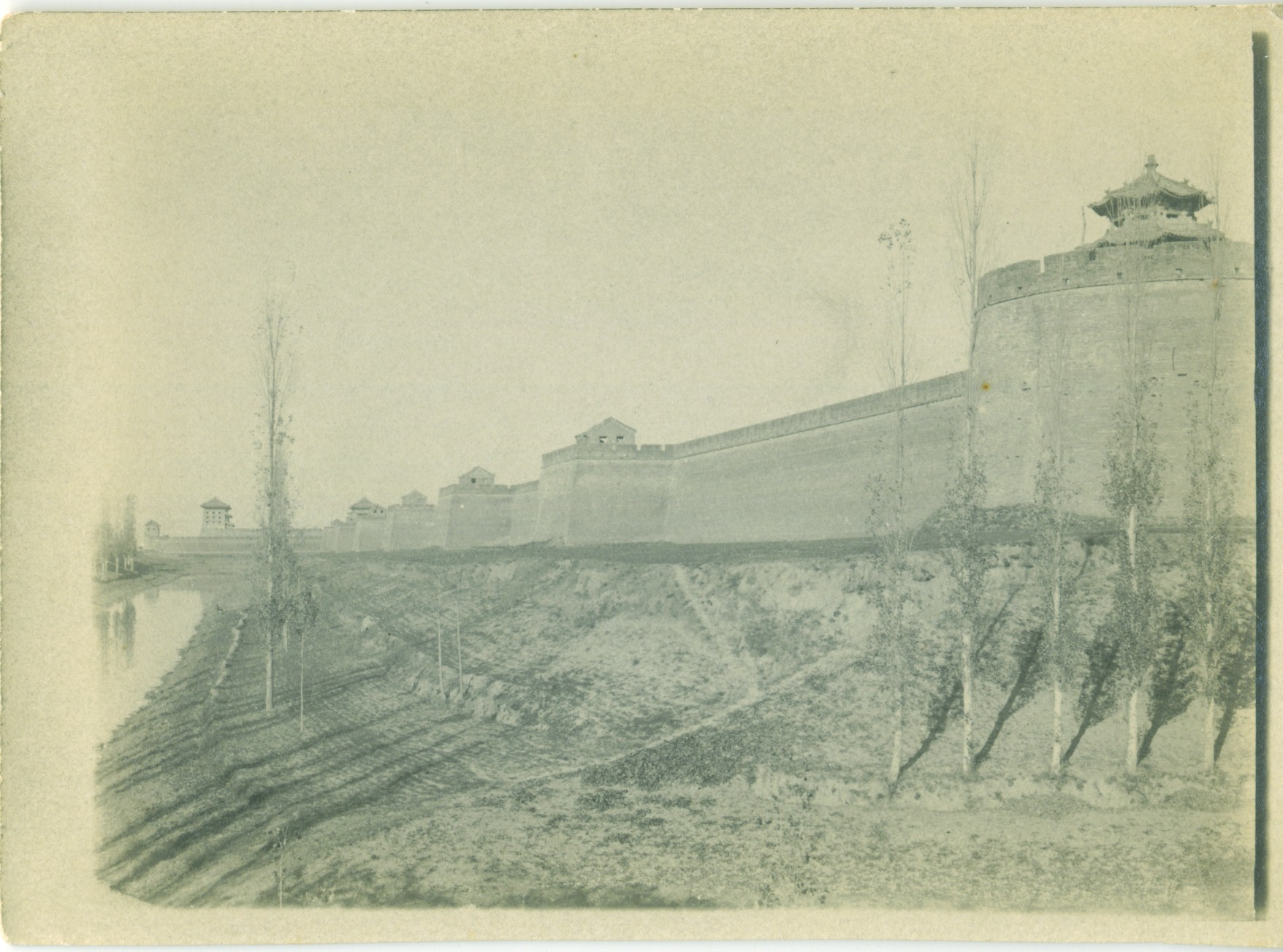
1908年的西安城墙，传教士John Shields所摄

清代基本沿袭明制，对西安城墙进行过十二次补修，其中规模最大的是乾隆四十六年（1791年）的工程，铺设海墁，并增修排水道，统一城墙宽度：将墙根向外延伸，城顶向内收缩城墙剖面呈现梯形，增强了西安城的防御能力。

### 民国时期
1911年，辛亥革命爆发，新军从城内攻占西安，安远门是当时清军的弹药库，城楼中炮燃烧使清兵全线溃败，也使安远门毁于战火。民国初年，城墙的四座闸楼及其墙段被拆除。永宁门箭楼毁于1926年二虎守长安时期，刘镇华的镇嵩军的攻击。

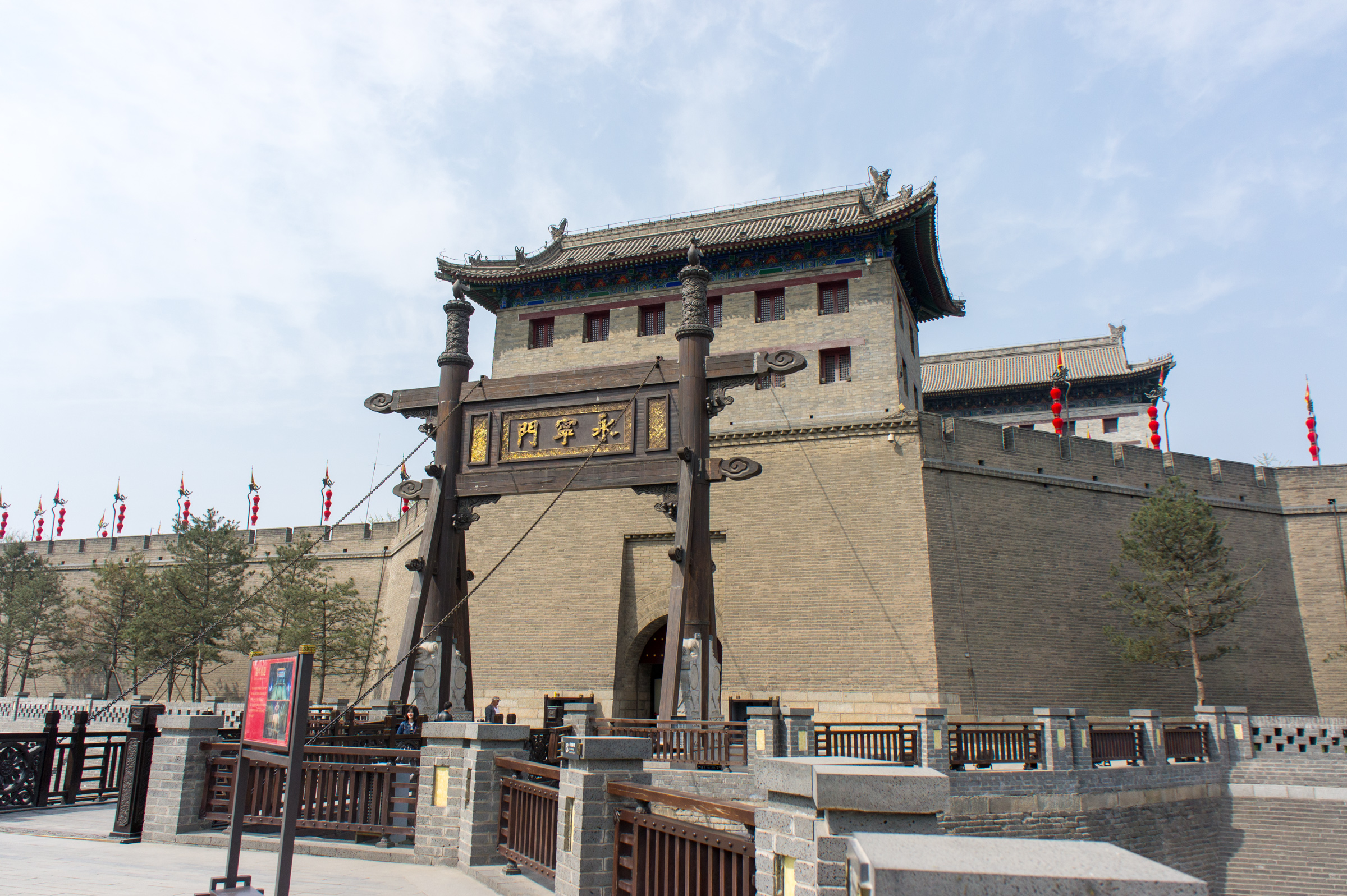
永宁门吊桥与闸楼

1936年陇海铁路通车，修建西安站，修建中正门（后改称解放门），后在1952年扩建火车站广场拆除城墙。直到2004年12月26日，火车站前城墙才完成合拢。
在抗日战争时期，西安城墙也被作为防空洞使用。

### 中华人民共和国时期

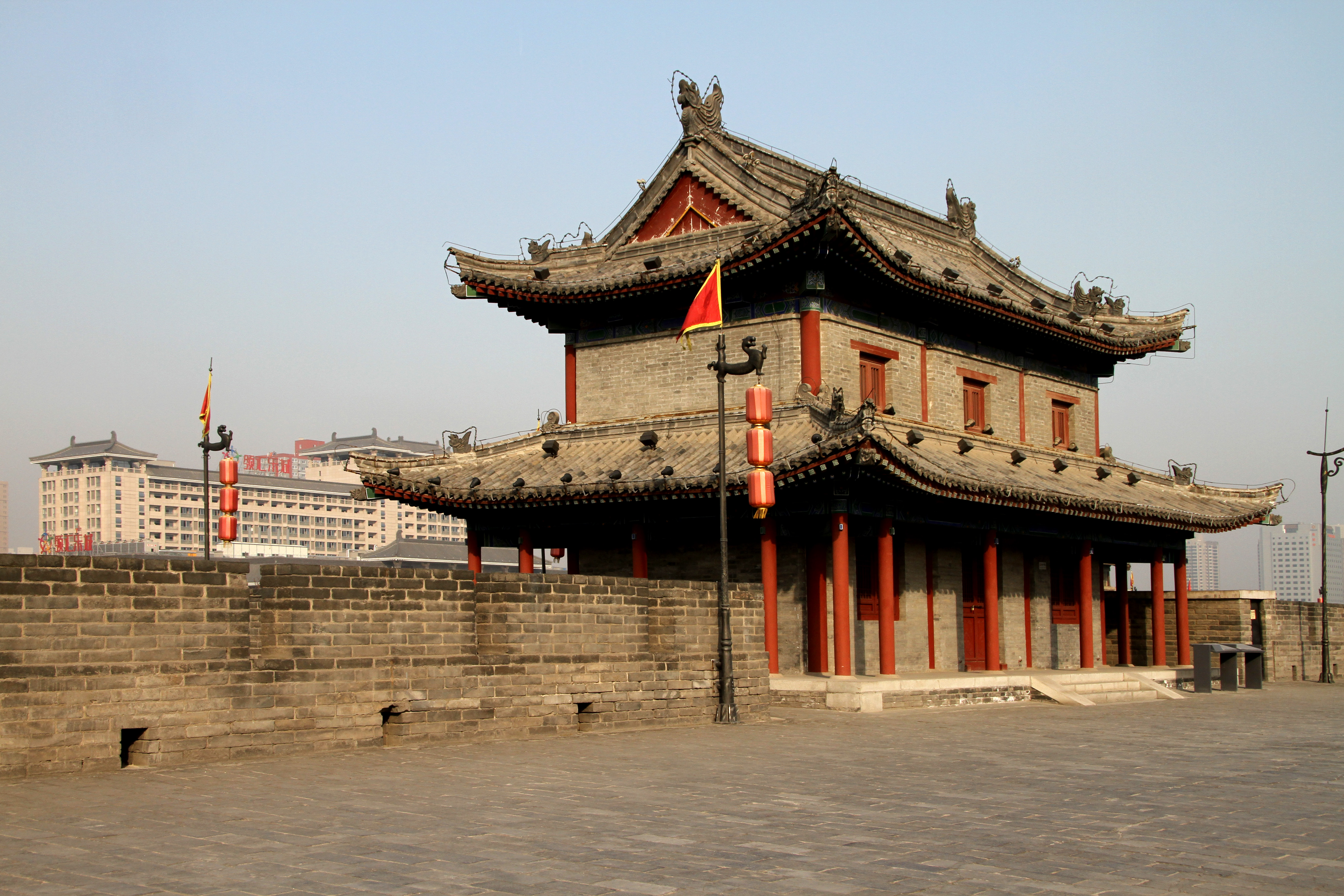
敌楼

20世纪50年代初，苏联援华专家因为多家大型军工企业建设的需要，主张“拆掉城墙，发展更多的道路，解决当时的交通问题”。而规划专家主张保留西安老城格局，工业区放在东西郊区。而最终老干部主张城墙内挖防空洞可以减少空袭带来的损失，同时“城墙有利于防原子弹、防地面冲击波”，因此西安城墙得以保留。1954年，北京地安门已经被拆除，外城的拆除工作也在进展中。在此风潮下，部分陕西当地领导提出“拆除封建王朝的陈墙旧砖，矗起一个新社会新城市”，西安市民也开始拔除城墙砖。时任陕西省省长赵寿山因随杨虎城参加过“二虎守长安”时期守卫西安的战斗，反对拆掉城墙，他的意见受到周恩来、陈毅的重视，从而赵寿山召开会议强调“西安是我国历代名城，也是我们陕西人的骄傲，古城墙是文物古迹，我们一定保护好城墙，把西安建设成为一座现代化的文明城市。”
1958年1月，毛泽东在第十四次最高国务会议上表示“南京、济南、长沙的城墙拆了很好，北京、开封的旧房子最好全部变成新房子”。两个月后在成都会议上再次指出“拆除城墙，北京应当向天津和上海看齐。”1958年6月17日，西安市根据毛泽东的讲话精神召开了关于城墙存废的座谈会，会议上主张拆除的意见压倒了以时任陕西省文化局副局长武伯纶为代表的“保留派”，后武伯纶与文物界的前辈越级向国务院上书，要求保留西安城墙并得到习仲勋等人的重视。在1961年，西安城墙被列入首批全国重点文物保护单位。而后，习仲勋因下令“不许拆西安城墙”等原因被革除职务，下放河南。武伯纶也因此被列为“反动派”、“学术权威”和“叛徒”。
文化大革命期间，因为城墙过于宏大，红卫兵又缺乏大型工程设备，因此城墙没有被推倒。70年代初，因与苏联的战争风险，在城墙上挖筑了41千米长的坑洞，并在城墙内修建了仓库。后西安市城防工程指挥部要求拆掉城墙，效仿北京修建地铁，陕西省委同意了该计划，但因所需资金浩大而搁置。
文化大革命结束后，房地局与交通局仍主张拆掉城墙，以解决住房用地与交通问题，但在1981年，时任中共中央书记处书记的习仲勋指示要求对西安城墙认真保护。
1979年，西安城墙管理所成立，开始有计划地对城墙进行修缮，对安定门进行了油漆彩绘，并整修了安远门、永宁门与长乐门。1983年2月，成立了西安市城墙建设委员会。环绕城墙设立了环城公园，而当时西安城墙仅存城楼和箭楼六座，以及十四处豁口。
1992年西安市政府主要领导在访问日本奈良市时提出了在古城墙上举行国际马拉松赛的构想。1993年11月7日自第一届马拉松赛举办后起，西安每年都举行西安城墙国际马拉松赛，比赛在城墙上进行。
2006年7月25日，西安城墙永宁门至文昌门段近30米长的内侧城墙发生坍塌。经调查，城墙墙顶的海墁出现沉降裂缝，而城墙墙体夯土土质不密实，连日雨水灌进墙体导致墙体坍塌。城墙管委会表示：“出现墙体塌陷是城墙加固过程中，工程方面对土层进行的有控制的塌陷，城墙的整体是安全的。”
2014年7月，西安城墙建起电梯，引发质疑。后来西安市文物局对西安城墙文化投资发展有限公司作出“责令改正违法行为并罚款30万元”的行政处罚决定。当日，该公司连夜拆除违建电梯，修复城垛，恢复了永宁门原貌。2014年11月罚款到位。

## 城墙结构

### 周长
对西安城墙的长度说法不一，目前测量结果是周长13.74公里。东墙长2683米，西墙长2626米，南墙长4194米，北墙长4134米。:4城内面积约12平方公里，为唐长安城的七分之一。
在雍正年间的《陕西通志》中记载西安城墙周长四十里，但对此有不同理解。1963年3月，陕西省与西安市文管会合编的《西安城墙》中提到光绪19年测得西安城墙周长4390丈，折合为14088米。《续陕西省通志稿》中测得城墙周长为4302丈，折合13766米。

### 体系

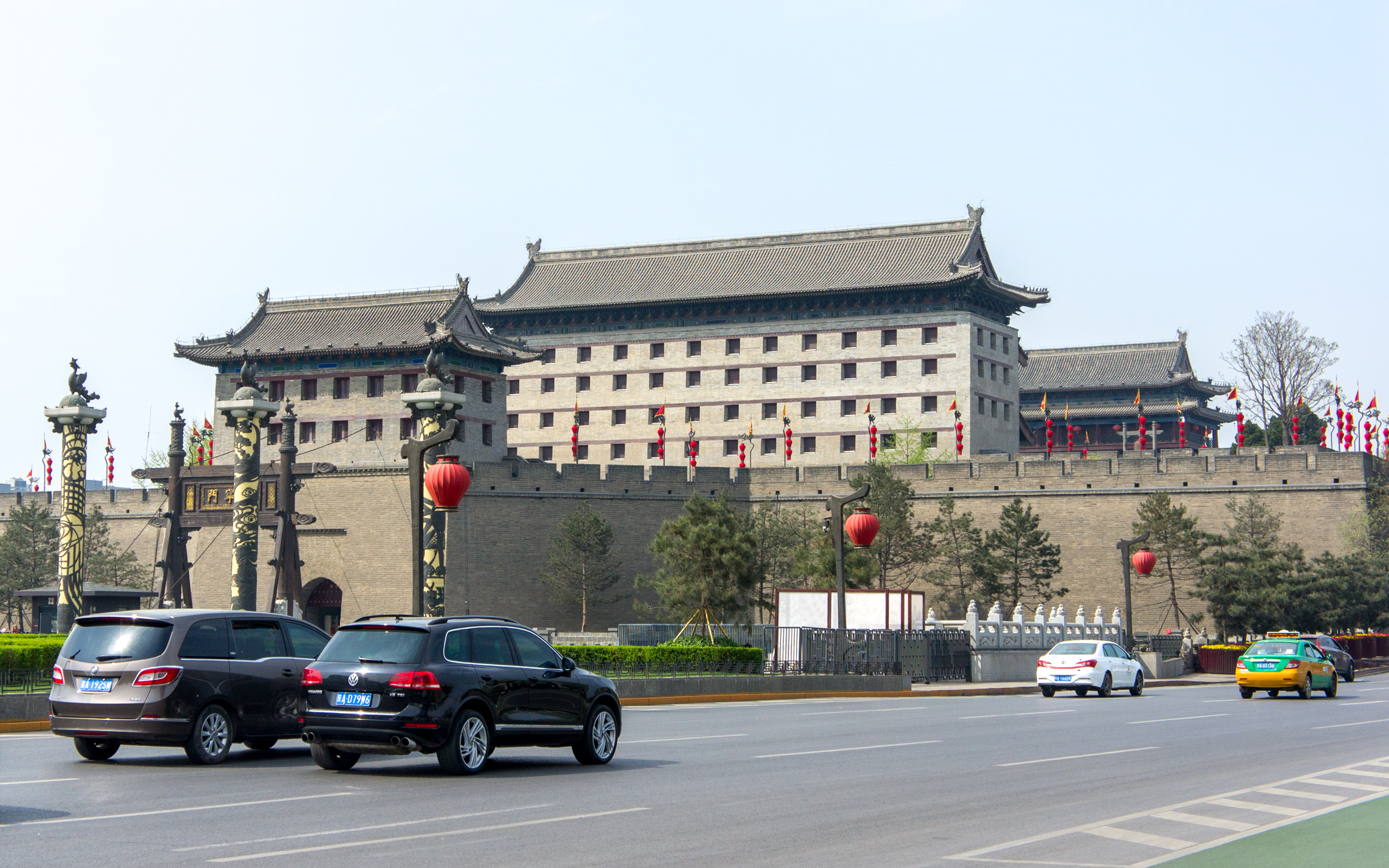
永宁门的“门三重楼三重”形制

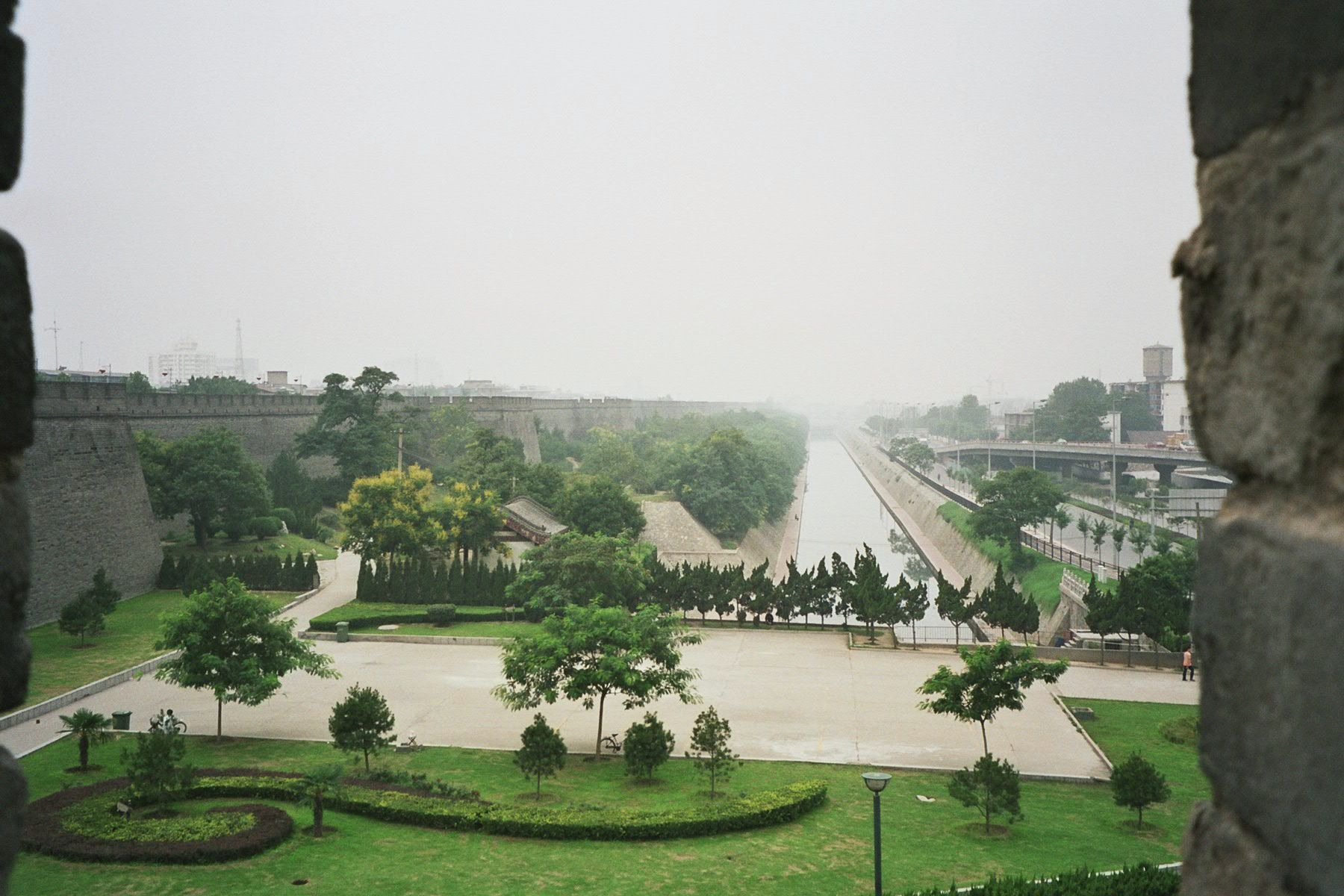
护城河

城垣高12米，底宽15-18米，顶宽12-14米。墙体最底层用石灰、土和糯米混合（三合土）夯打而成，其上用黄土分层夯筑，每层厚8-12厘米，外壁包砌多层城砖。墙顶使用三层青砖铺设海墁，每隔40-60米，就有一组砖砌的排水口。城墙外沿雉堞有垛口5894个，供射击和瞭望，内沿女墙无垛口，防止跌落。墙的外壁筑98座敌台，延伸出墙12米，宽20米，高与城齐，各自相距120米，恰在弓箭和火铳的射程范围内。敌台上筑敌楼，可驻士兵和储存物资。城四隅各有一座角楼，除西南隅沿袭了元代建筑为圆形外，其余三座均为方形。城墙的内侧有十条登城马道，其中四座城门处各有一条。城墙的外侧有护城河，宽20米，深10米，终年积水，和城墙共同构成完整的防御体系。
西安城有东西南北四座城门，分别名长乐门、安定门、永宁门和安远门，门外均筑瓮城。每座门分为三重三楼，由外向内，分别是闸楼、箭楼和正楼。除南门箭楼外，其余各楼下都设拱形门洞，门洞高、宽各6米，深19.5米。正楼为重楼，面阔七间，进深二间，高36米，三层檐歇山顶，周围有回廊。箭楼面阔十一间，进深二间，高33.4米，单檐歇山顶。箭楼的正面设四层箭窗，每层12孔，左右两面各三层，每层3孔，利于射击。
西安城墙的防御能力直到近代仍有体现，如在二虎守长安之时，城墙就发挥很大的防守作用。

### 城门

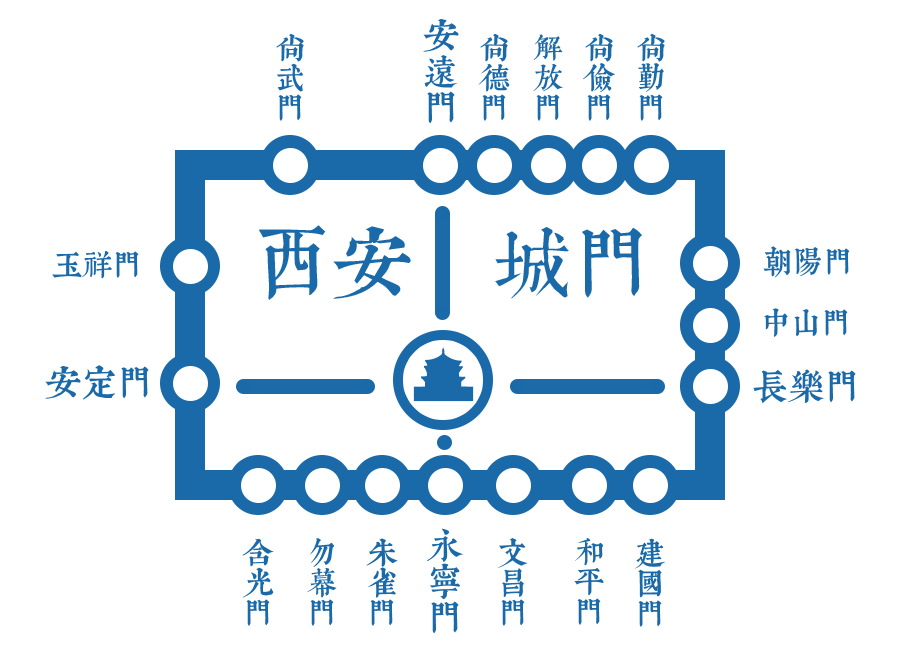
西安城墙各城门平面图示

目前西安城墙共18座门，其筑门历史大体可分为四个阶段：
- 明代始建，沿袭至今的4座城门：永宁门、安远门、长乐门、安定门。

- 民国初年，为适应交通需要，新辟诸城门：中山门、玉祥门、解放门（原名中正门）。

- 抗日战争时期，临时开辟的诸防空便门，后经改建成为正式城门：勿幕门（原四府街防空便门）、建国门（原小差市防空便门）、朝阳门（原崇礼路防空便门）、尚武门（原西北三路防空便门）。

- 中华人民共和国共和国成立后，新辟、修葺的诸城门：和平门、文昌门、朱雀门、尚德门、尚勤门、尚俭门、含光门。2004年12月26日，随着解放门建成，西安城墙实现了全面贯通，18座城门的格局至此确定。

18座城门分布，南7门、北6门、西2门、东3门（明代始建：明；民国始建：民；共和国始建：共）：

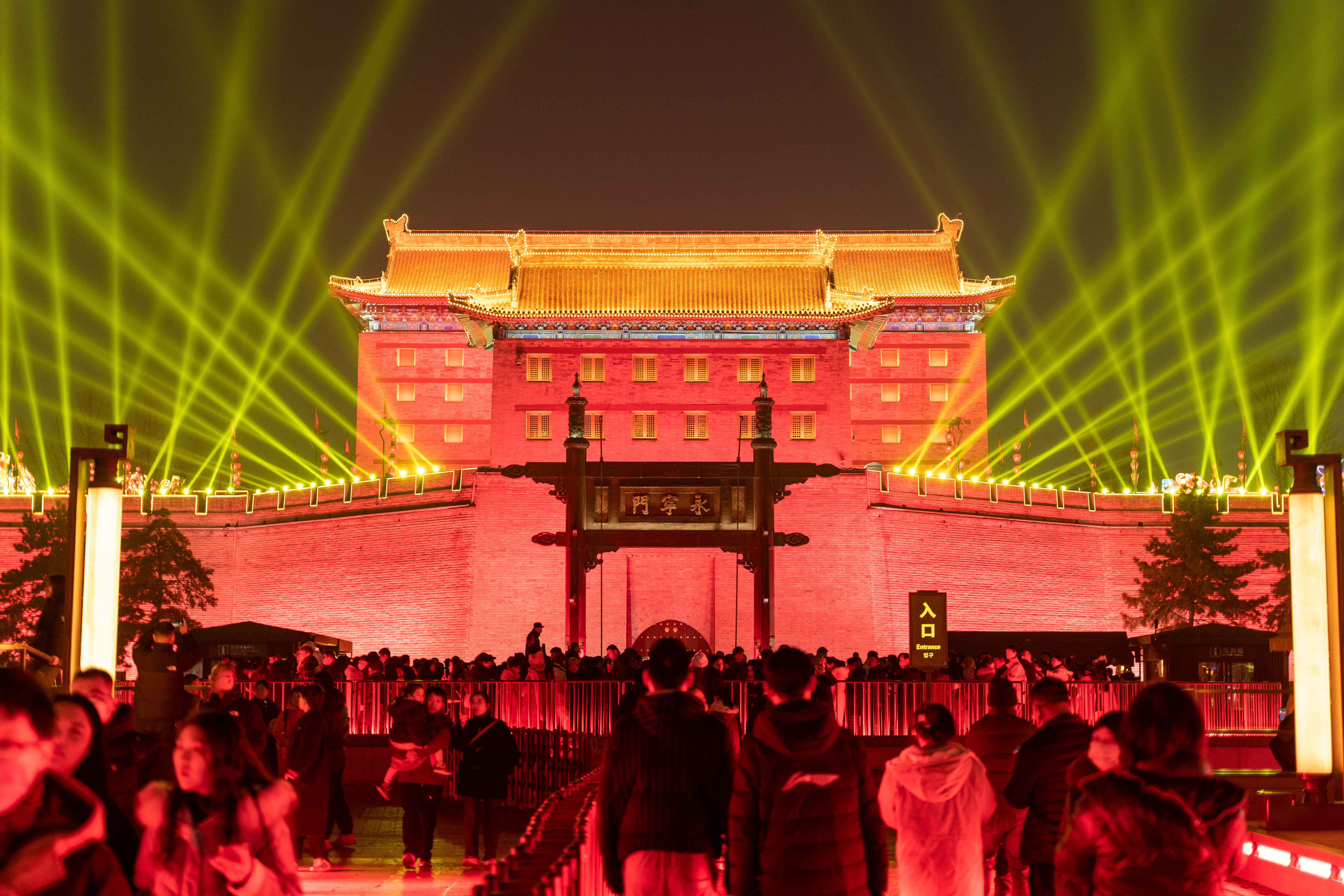
永宁门夜景

- 南城墙7门（东→西）：建国门（民）、和平门（共）、文昌门（共）、永宁门（明）、朱雀门（共）、勿幕门（民）、含光门（共）。

- 北城墙6门（东→西）：尚勤门（共）、尚俭门（共）、解放门（民）、尚德门（共）、安远门（明）、尚武门（民）。

- 西城墙2门（南→北）： 安定门（明）、玉祥门（民）。

- 东城墙3门（南→北）：长乐门（明）、中山门（民）、朝阳门（民）。

### 含光门遗址博物馆
唐皇城墙含光门遗址博物馆位于西安城墙内，是为唐长安城皇城含光门遗址修建的专题性博物馆。博物馆与城墙相连，建筑面积近四千平方米。

## 图片集

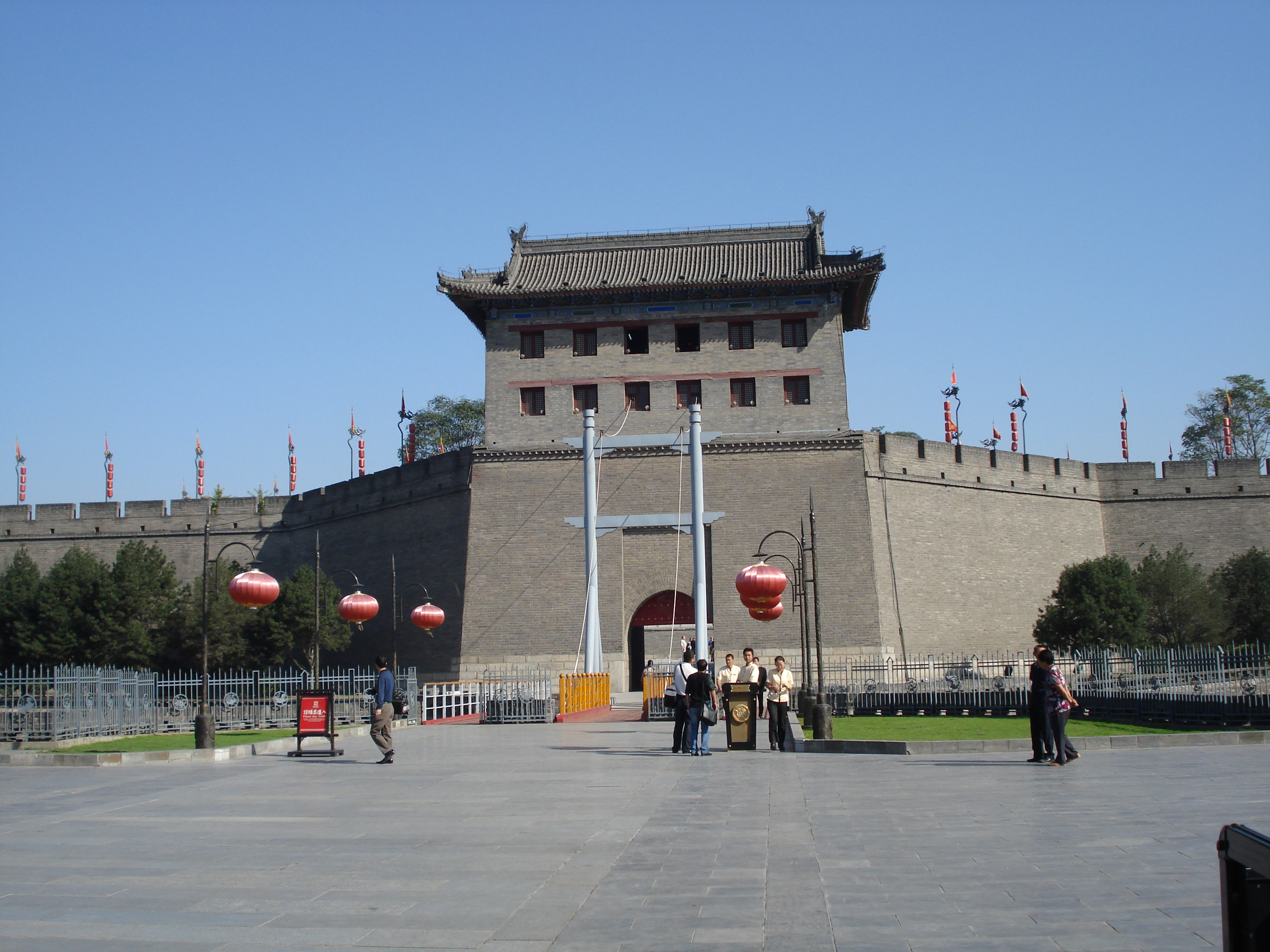
南门永宁门外，永宁门吊桥、闸楼（摄于2014年之前，此时永宁门箭楼还未复建）
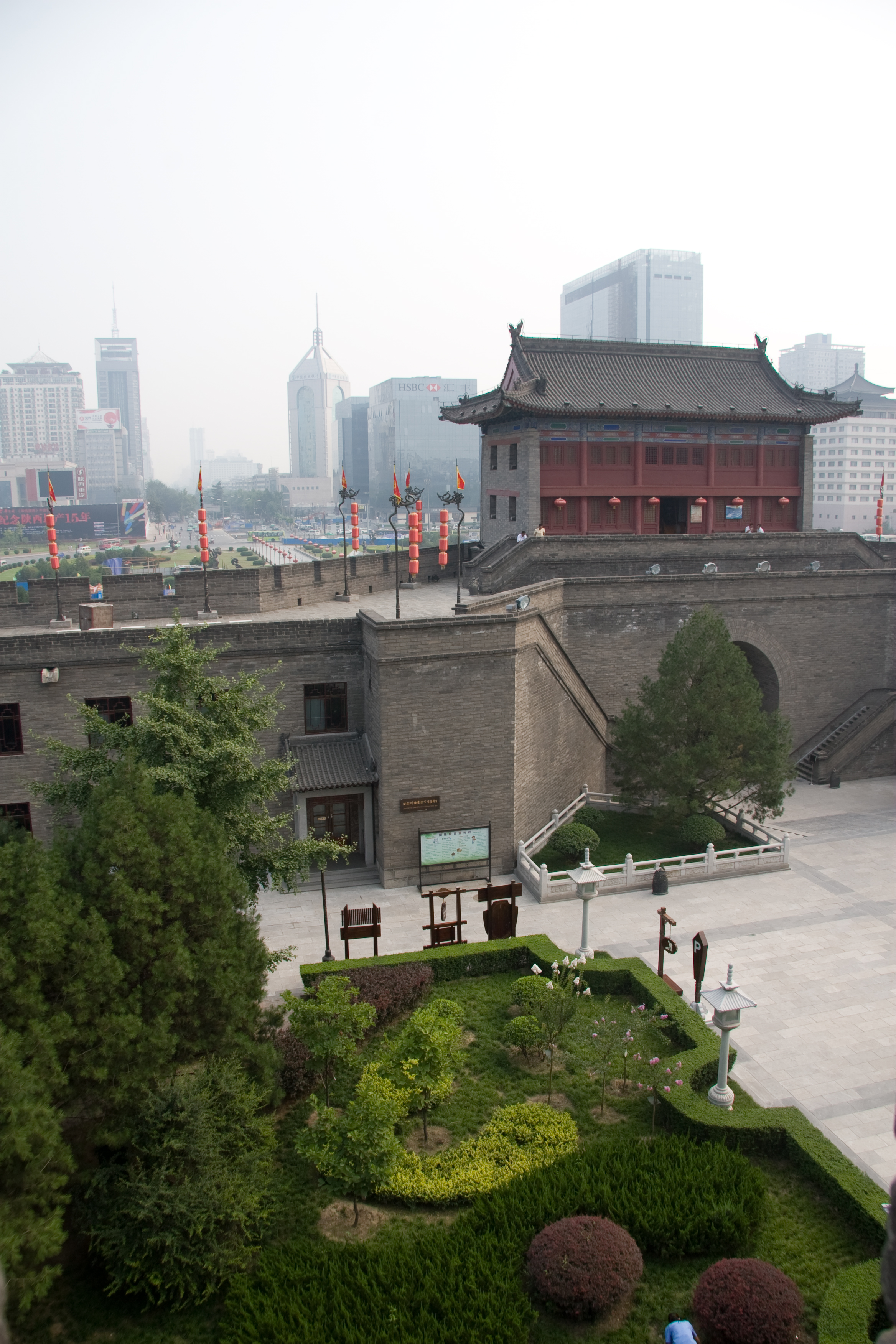
南门永宁门瓮城上，永宁门闸楼
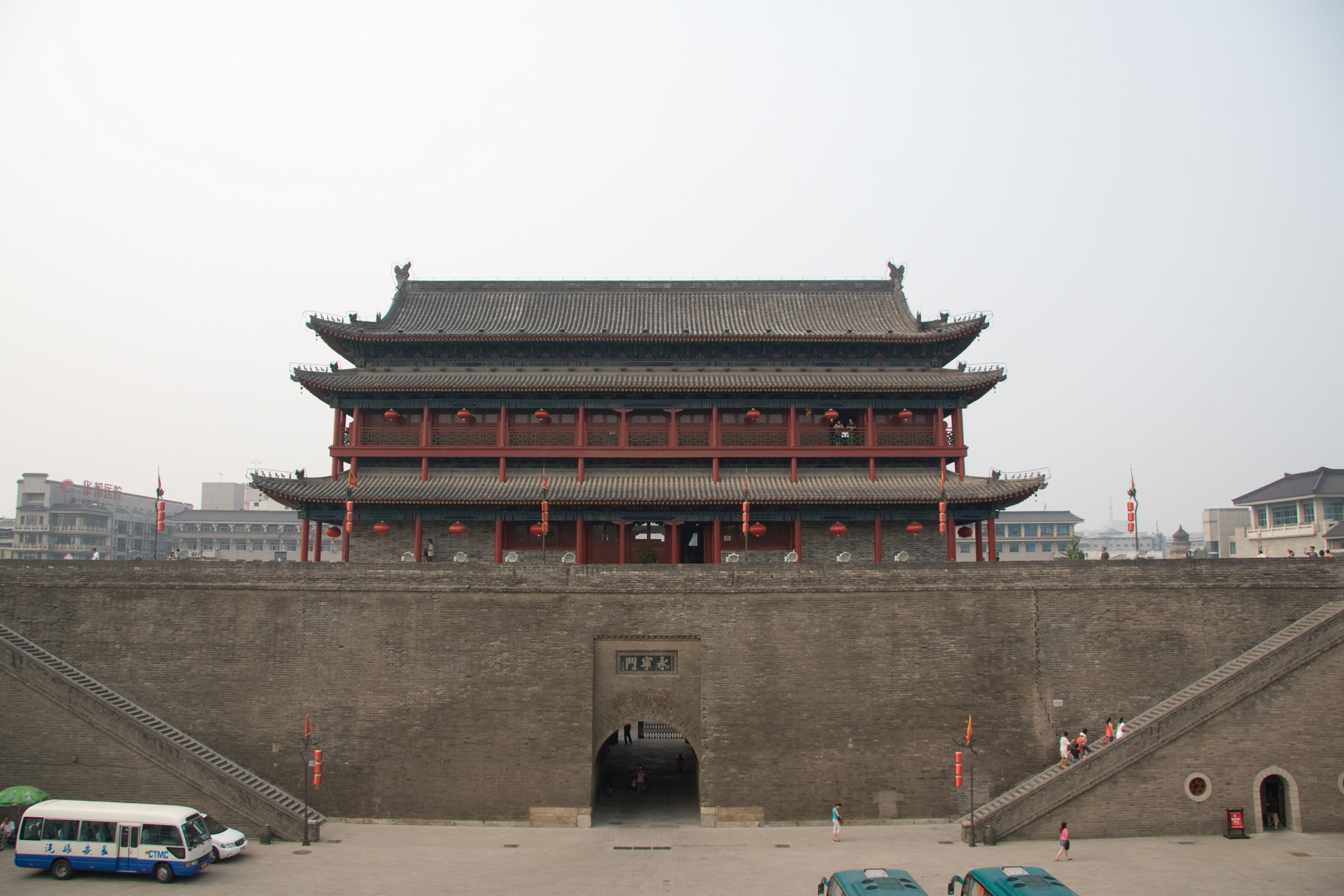
南门永宁门瓮城上，永宁门正楼
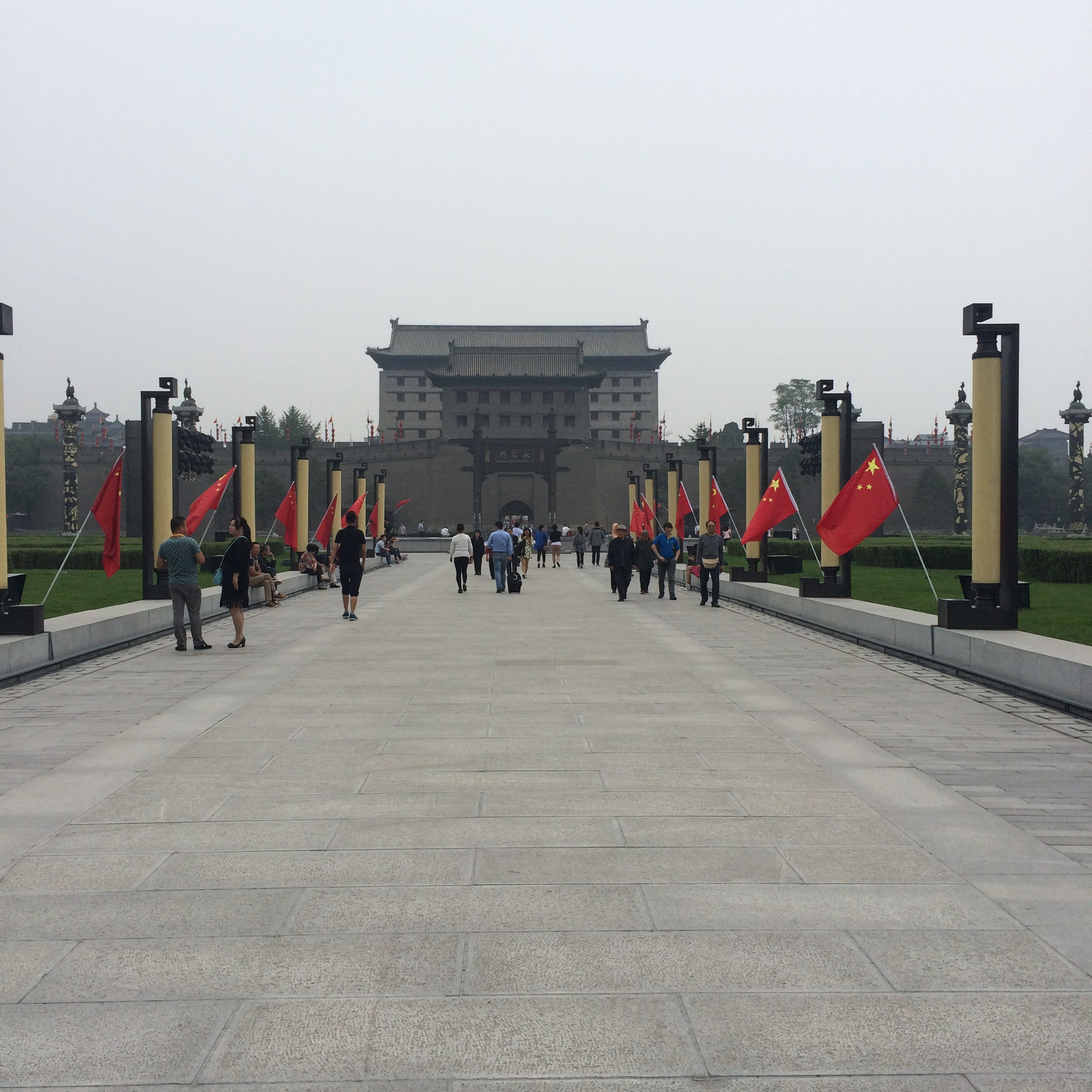
南门永宁门入城步道，远处为吊桥、闸楼及2014年复建之箭楼
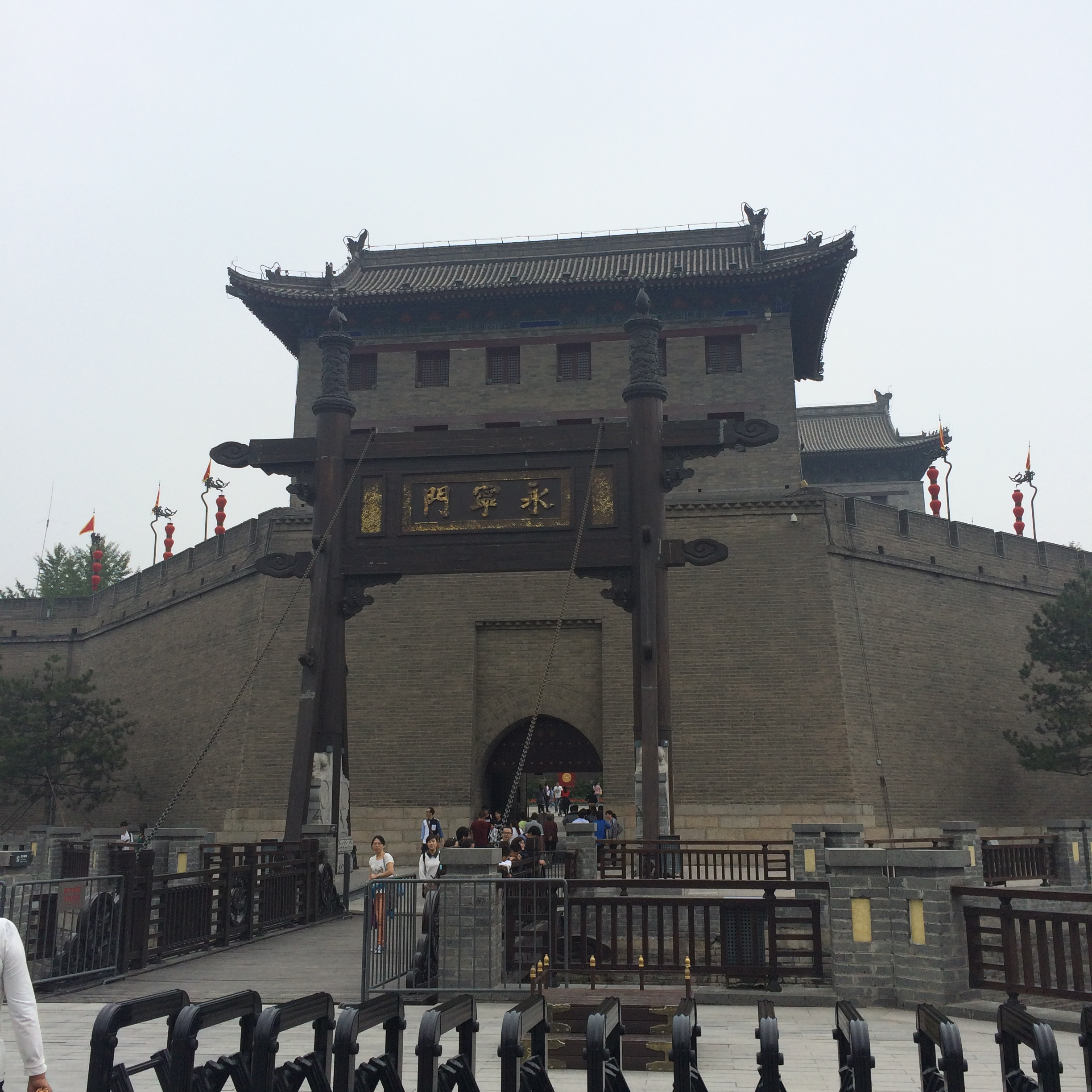
南门永宁门吊桥、闸楼及2014年复建之箭楼
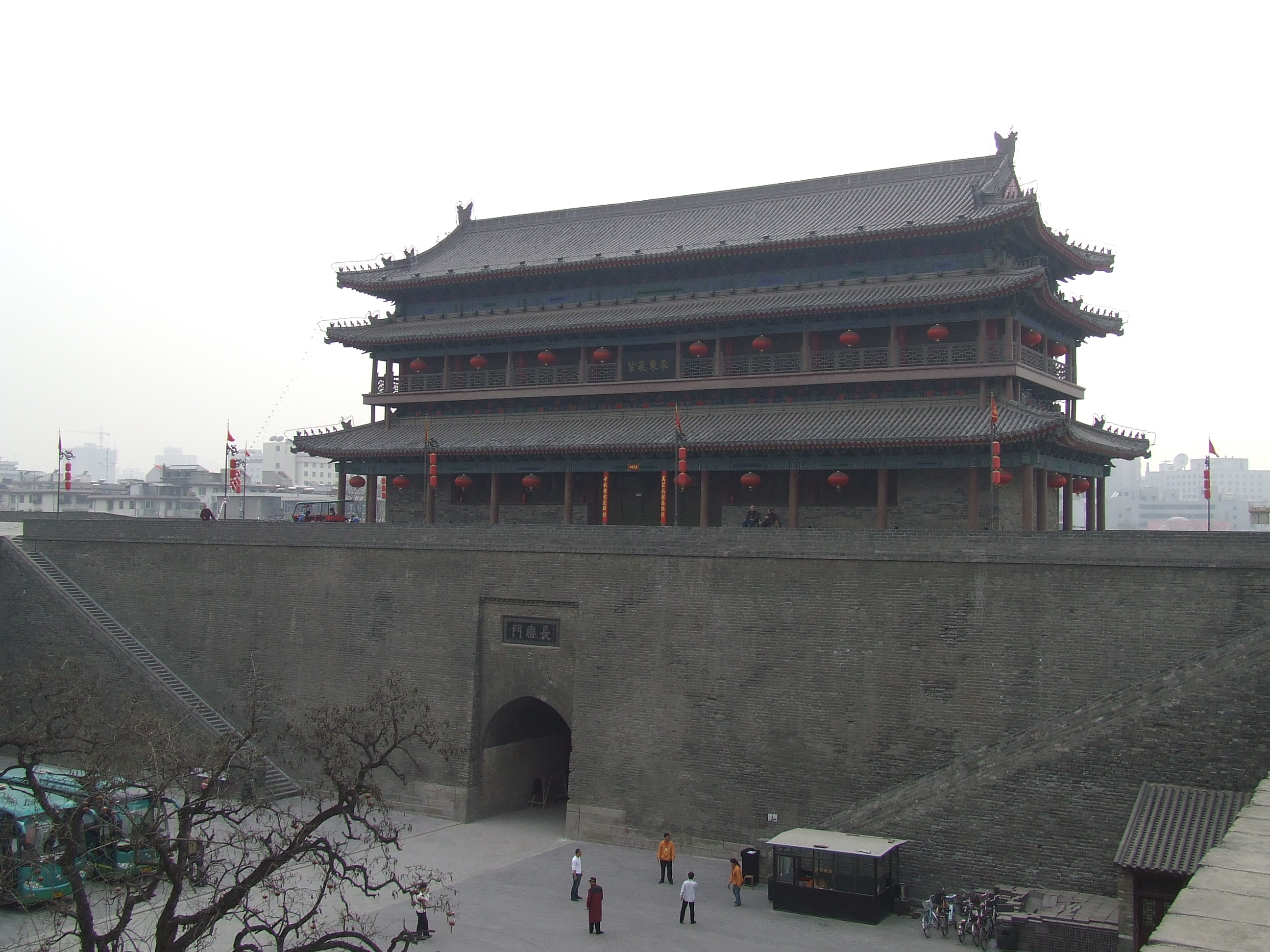
东门长乐门瓮城上，长乐门正楼
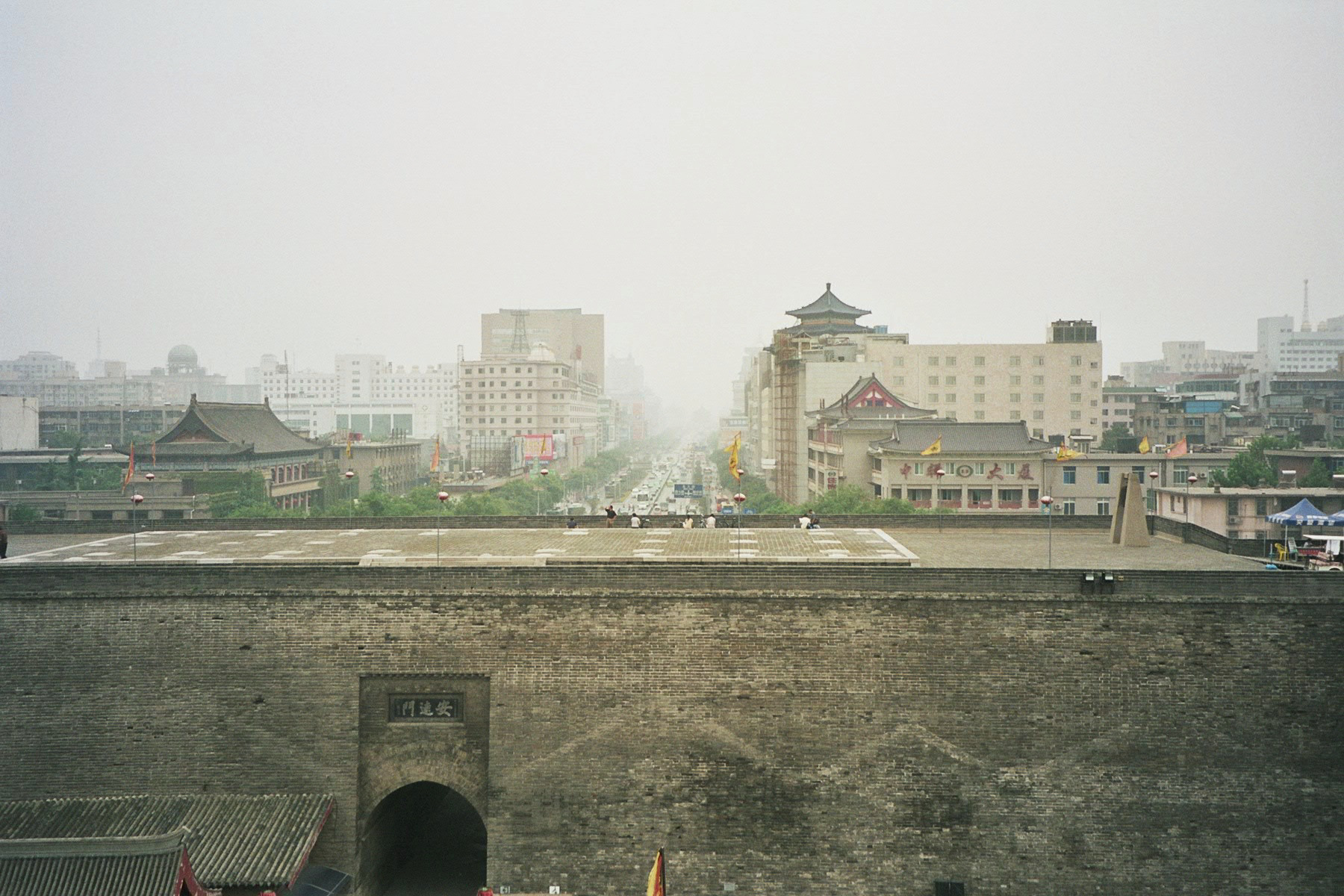
北门安远门瓮城上，正楼遗址
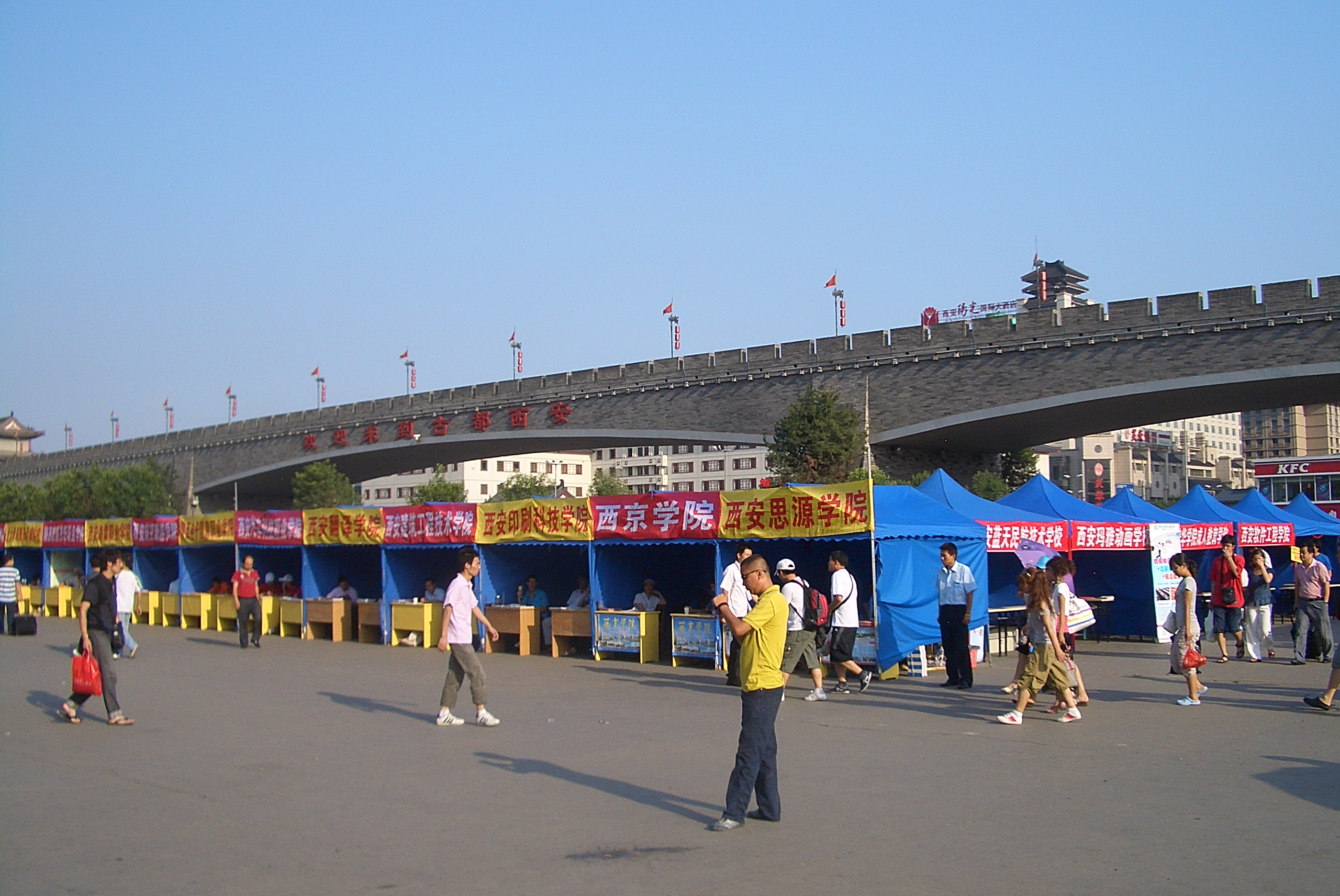
解放门前西安各大学临时新生接待处
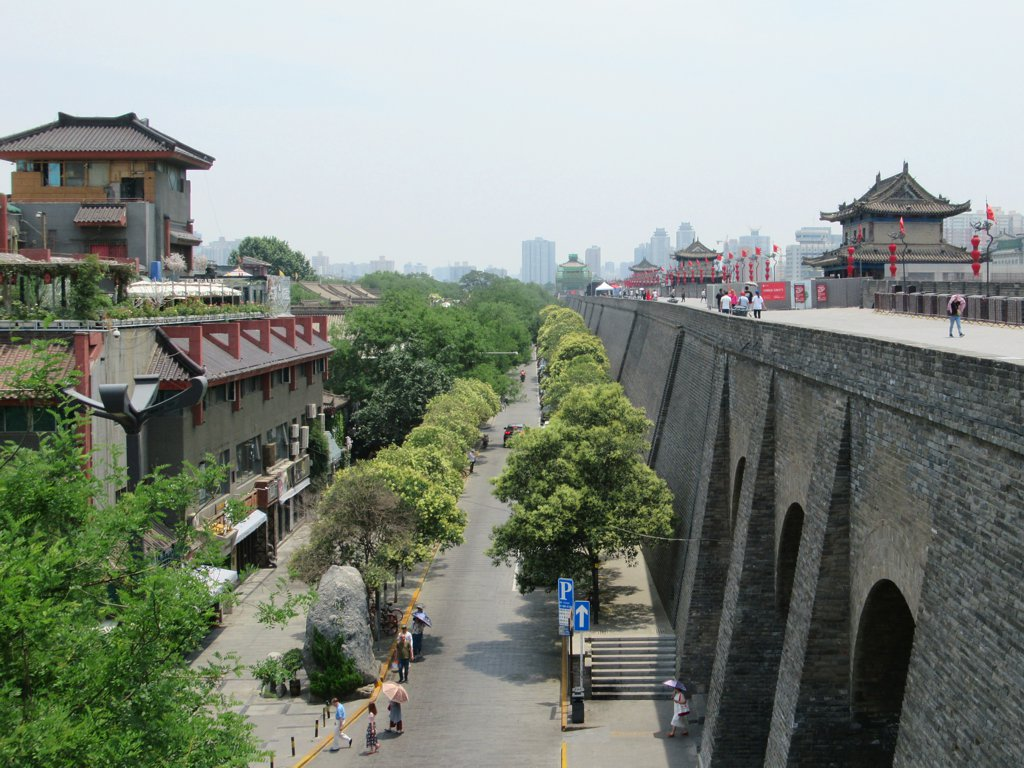
城墙根
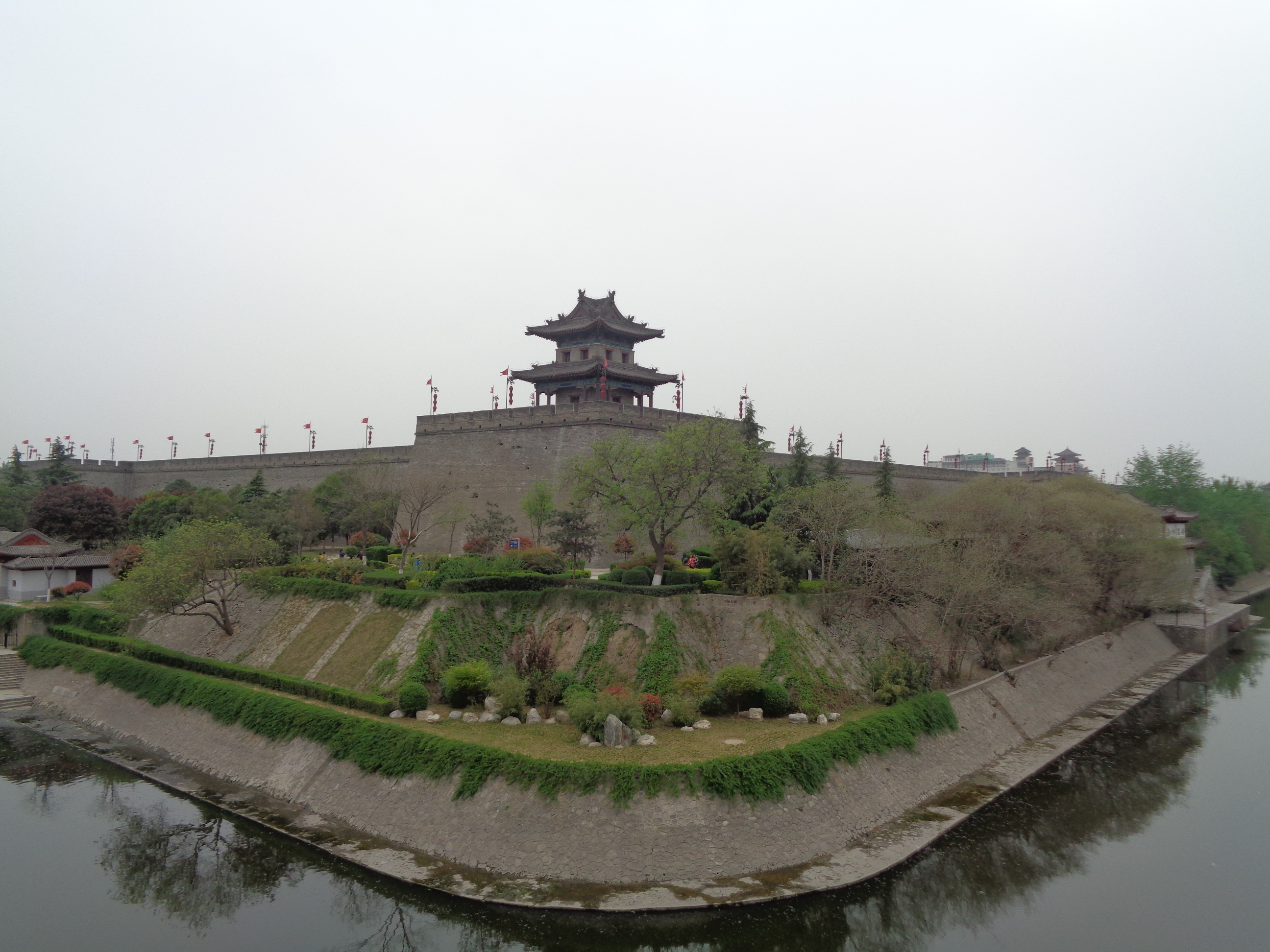
城墙东北角

## 参看
- 唐长安城
- 西安护城河
- 环城公园